# Devoir
Un devoir est une action devant être faite pour des raisons morales.

## Philosophie
- Si vous ne connaissez pas le sujet, laissez ce bandeau (vous pouvez alors contacter les auteurs).
- Si vous supprimez le contenu mis en cause (vous pouvez préalablement contacter les auteurs),

argumentez précisément cette suppression dans la page de discussion
(un manque de référence n'est pas un argument ; une recherche réelle de référence doit avoir été effectuée, être formellement documentée).
- Le devoir pris comme action peut d'abord marquer une nécessité, c'est-à-dire qu'il s'agit d'une condition sans laquelle une chose ne pourrait advenir. On peut ainsi retrouver la relation de causalité à travers le sens du verbe "devoir", bien que la nécessité puisse être prise de façon absolue ou relative aux autres faits ou données ; à remarquer aussi qu'il n'est pas encore question ici de personnes physiques ou morales, rien à voir avec le droit. Pour illustrer on pourrait simplement reformuler l'adage "Il n'y a pas de fumée sans feu" par "Il doit y avoir du feu pour qu'il y ait de la fumée" : dans les deux cas "devoir" renvoie à un conditionnel logique (ce n'est pas un biconditionnel logique car l'adage ne renseignant pas sur la situation où il n'y a pas de fumée : y a-t-il du feu ?).
- Une deuxième définition est aussi possible pour le verbe, celle-ci renvoyant davantage à une personne morale. Là où la première explicitait simplement une nécessité d'ordre naturel, logique, il est aussi possible de "devoir" par convenance envers quelqu'un. Dans ce cas "devoir" désigne non pas ce qui est nécessaire mais simplement qu'il "vaut mieux" que cela soit ou que cela ne soit pas. On retrouve ici évidemment le devoir moral, par exemple si on dit : "tu dois être poli", il est convenu que la politesse n'est pas nécessaire, qu'elle ne va pas de soi et qu'il est possible d'être malpoli ; c'est pourquoi on énonce un impératif afin de contraindre l'autre à le respecter car celui-là ne sera pas respecté naturellement. Cette définition du devoir renvoie immédiatement à une forme d'activité : seule l'action peut ainsi être contrainte car pour réellement devoir, ne faut-il pas pouvoir l'inverse ? Devoir s'oppose ainsi à l'être ou au ne doit pas être et renvoie à une opposition du type bien/mal, vrai/faux etc.
- Le devoir pris au sens abstrait est ici pleinement considéré comme l'obligation morale, non pas à travers telle ou telle règle ou action particulière mais prise pour elle-même. Il s'agit tout bonnement du devoir que l'on rencontre avec l'impératif catégorique kantien. Pour rappel, Kant définit deux types d'impératif : l'impératif hypothétique, c'est un moyen pour atteindre une fin comme  « Brosse-toi les dents pour ne pas avoir de caries » ; et l'impératif catégorique qui, lui, ne propose pas d'alternatives : « Sois poli ».
- Le deuxième sens du devoir concerne en revanche une action particulière et concrète. Un citoyen a par exemple des droits et des devoirs : on peut en dresser une liste, il y en a un nombre fini. S'oppose en ce sens à la première définition qui était très conceptuelle. On rejoint ici parfaitement le domaine du droit puisqu'il peut y avoir des devoirs correspondant à tous soit à chacun en fonction de la profession, du statut social etc.
- Zénon de Cition a défini le devoir comme un « acte convenable à ce qui est institué par la nature. »[1].
- « Le devoir est la nécessité d'accomplir une action par respect pour la loi » d'après Emmanuel Kant[2],[3]. « C'est le devoir qui crée le droit et non le droit qui crée le devoir ». François-René de Chateaubriand, extrait d'un discours à la Chambre des Pairs[4].

## Droit
En France, la notion de devoir apparaît dans le droit de l'environnement, dans la loi du 10 juillet 1976 relative à la protection de la nature, qui stipule :

« Il est du devoir de chacun de veiller à la sauvegarde du patrimoine naturel dans lequel il vit. Les activités publiques ou privées d'aménagement, d'équipement et de production doivent se conformer aux mêmes exigences. »

Le devoir de prendre part à la préservation de l'environnement est par la suite remonté au niveau constitutionnel dans la Charte de l'environnement intégrée au bloc de constitutionnalité en 2005. La notion de devoir apparaît dans les articles 2 à 4 : devoir pour toutes personnes, les articles 5, 6 et 10 relatifs aux autorités publiques, les articles 8 et 9 pour les secteurs concernés tels que l'éducation et la recherche.

## En contexte professionnel
- Si vous ne connaissez pas le sujet, laissez ce bandeau (vous pouvez alors contacter les auteurs).
- Si vous supprimez le contenu mis en cause (vous pouvez préalablement contacter les auteurs),

argumentez précisément cette suppression dans la page de discussion
(un manque de référence n'est pas un argument ; une recherche réelle de référence doit avoir été effectuée, être formellement documentée).
- En contexte professionnel, les devoirs s'exercent en vertu de principes d'éthique déontologique (déontologie signifie « devoir » en grec). Ces principes sont généralement décrits dans des codes déontologiques propres à chaque profession, par exemple le code de déontologie médicale, ou bien dans des chartes.

## Pédagogie
- Devoir scolaire
  - Devoir surveillé
  - Devoir à la maison